# اکاریگاما
اکاریگاما (به لاتین: Acharigama) در سری‌لانکا است که در استان جنوبی (سری‌لانکا) واقع شده‌است.